# Postolasögur
Postolasögur (o Sagas de los apóstoles), es una de las sagas de los obispos escrita en nórdico antiguo cuyo primer manuscrito data hacia 1220. Existen diversas versiones, destacando AM 631 4.º del Instituto Árni Magnússon para los Estudios Islandeses. Los nombres y lugares son todos declinaciones latinas de origen greco-romano.